# THC: The High Chronicals
THC: The High Chronicals è il primo mixtape del rapper statunitense Playboi Carti, pubblicato il 5 novembre 2011 indipendentemente.

## Tracce
1. To Cool
2. Carolina Blue – 1:36
3. Late Night
4. 36 Villainz – 3:25
5. Living Reckless – 2:16
6. Hot Box
7. The High Chronicals
8. Outro